# Ario de Rosales
Ario de Rosales is een stad in de Mexicaanse deelstaat Michoacán de Ocampo. Het vormt de hoofdplaats van de gemeente Ario.

## Toponomie
Er zijn verschillende interpretaties van de oorsprong van het woord "ario". Sommige onderzoekers beweren dat het afkomstig is uit de Chichimeca-taal en 'plaats waar het werd bevolen' betekent, 'van waar het werd bevolen om iets te zeggen' of 'plaats waar men leert lezen'. Andere geleerden suggereren dat het 'plaats van riet' of 'plaats waar riet is' betekent, gebaseerd op de articulatie van de Chichimec-woorden 'ari' ('riet') en 'ro' (een aanduiding van plaats). Er is ook gesuggereerd dat de naam afkomstig is uit de Purépecha-taal en 'storm, plaats van voortdurende regen' betekent.
De naam van de plaats herinnert aan de maarschalk Víctor Rosales, een van de "13 helden van het vaderland".

## Geschiedenis
In de pre-Spaanse tijd maakte het deel uit van de domeinen van de heerschappij Purepecha en er zijn archeologische overblijfselen (yácatas) gevonden ten noorden van de stad, midden op de vlakten die de uitgestrekte vallei van Ario vormen. Deze overblijfselen zijn niet onderzocht. Aangezien er voorwerpen zijn gevonden die kenmerkend zijn voor deze cultuur, bestaat de mogelijkheid dat er vanaf 1315 en later nederzettingen in de gemeente waren.
Tijdens de koloniale periode brachten broeders van de augustijnen het christendom naar de regio. Op 25 juli 1556 stichtte broeder Juan Bautista Moya de stad, die oorspronkelijk "Ario de Santiago" werd genoemd. Dankzij haar ligging ontwikkelde de stad zich tot een belangrijke handelsverbinding tussen de gematigde en warme klimaatzones van Michoacán.
Het eerste hooggerechtshof dat Mexico als onafhankelijke natie probeerde op te richten was dat van José María Morelos in het Grondwettelijk Decreet voor de Vrijheid van Mexicaans Amerika van 22 oktober 1814 (Decreto Constitucional para la Libertad de la América Mexicana). Dit gerechtshof werkte in 1815 in verschillende steden van Nieuw-Spanje en werd geïnstalleerd in Ario, Michoacán (nu Ario de Rosales). Drie van de voorzitters van dit tribunaal waren José María Sánchez de Arriola, Antonio de Castro en José María Ponce de León.
In de periode van de onafhankelijkheidsstrijd in 1815 werd in Ario het hooggerechtshof opgericht om de vertegenwoordigers van de drie machten van de natie te benoemen. Toen de Mexicaanse onafhankelijkheid een feit was, werd in 1835 de grondwet van de staat Michoacán afgekondigd, waarbij het grondgebied in vier departementen werd verdeeld en Ario in het zuidelijke departement werd opgenomen.
In de tweede Territoriale Wet van 10 december 1831 werd Ario een gemeente. In 1868 gaf de wetgevende macht van de staat het de naam “Villa de Ario de Rosales”. Het kreeg de titel van stad in 1956, tijdens de regering van Lic. David Franco Rodriguez.
Op donderdag 7 maart 2013 werd het museum van het Eerste Hooggerechtshof heropend, het is gevestigd in de plaats die bekend staat als "Casa de la Cultura" (cultuurhuis), elke 7 maart is er een herdenkingsoptocht door de hoofdstraten van de stad, waaraan scholen en verenigingen van de gemeente deelnemen.

## Geografie
Ario de Rosales ligt in een bergachtig gebied in de hooglanden van Michoacán. De hoogte varieert van ongeveer 1.427 meter tot 2.242 meter boven zeeniveau, afhankelijk van de specifieke locatie binnen de stad. Volgens de klimaatclassificatie van Köppen behoort het klimaat van Ario de Rosales tot de categorie Cwa (subtropisch met droge winter en warme zomer).
De stad heeft een oppervlakte van 6,241 km en ligt op 107 kilometer afstand van de hoofdstad van de staat Michoacán, Morelia.

## Demografie
De stad heeft 18.097 inwoners, wat neerkomt op een gemiddelde toename van 0,89% per jaar in de periode 2010–2020 ten opzichte van de 16 595 inwoners bij de vorige volkstelling. In 2020 had Ario een bevolkingsdichtheid van 2900 inwoners/km².
In 2010 werd Ario geclassificeerd als een plaats met een gemiddelde graad van sociale kwetsbaarheid.
De bevolking van Ario de Rosales is grotendeels geletterd (4,29% analfabeten in 2020) met een gemiddeld opleidingsniveau van meer dan 8 jaar. Slechts 0,61% van de bevolking wordt erkend als inheems.

## Bekende inwoners
- Miguel Silva Macías (1821-1860), gouverneur van de staat Michoacán (1857)
- Bulmaro Bermúdez (1926-1994), componist
- Marco Antonio Solís (1959-), singer-songwriter en muzikant, oprichter en leider van Los Bukis
- José Javier Solís (1960-), muzikant en zanger, lid van Los Bukis